# Дијадема (Бразил)
Дијадема (порт. Diadema) град је у Бразилу у савезној држави Сао Пауло. Према процени из 2007. у граду је живело 386.779 становника.

## Становништво
Према процени из 2007. у граду је живело 386.779 становника.
| 1991.   | 2000.   |
| ------- | ------- |
| 305,287 | 357,064 |

## Партнерски градови
- Сантијаго де Куба
- Монтреј